# Supercopa dos Países Baixos de Voleibol Feminino
A  Supercopa  dos Países Baixos de Voleibol Feminino é uma competição anual entre clubes de voleibol feminino dos Países Baixos. É organizado pela NeVoBo.